# Utekväll
Utekväll är ett album från 2015 av Elisa's.

## Låtlista
1. Om 100 År
2. Skönt Att Komma Hem
3. Utekväll (med Lotta Engberg)
4. Nu Lever Jag Igen
5. Fri
6. Allting Från Igår
7. Ingen Som Du
8. Det Som Sker Det Sker
9. Då Finns Jag Här  (med Henrik Sethsson)
10. Lolita
11. När Du Behövde Mig
12. Sanningen Kommer Fram

## Listplaceringar
| Lista (2014) | Topplacering |
| ------------ | ------------ |
| Sverige      | 1            |

### Fotnoter
1. ↑  ”Det ska va lätt”. Ginza. 26 februari 2015. Arkiverad från originalet den 13 juli 2015. https://web.archive.org/web/20150713215318/https://www.ginza.se/product/elisa-s/utekvall-2015/283159/. Läst 13 juli 2015.
2. ↑  Listplacering, läst 13 juli 2015